# Rimma Ivanova
Rimma Mihailovna Ivanova (rusă: Римма Михайловна Иванова; n. 15/27 iunie 1894, Stavropol-Kavkazski, Gubernia Stavropol⁠(d), Rusia – d. 9/22 septembrie 1915, gubernia Minsk⁠(d), Imperiul Rus) a fost o asistentă rusă, participantă la Primul Război Mondial. Ea a fost singura femeie din Imperiul Rus distinsă cu Ordinul militar Sfântul Gheorghe, clasa a IV-a.

## Viața
Rimma Ivanova s-a născut în 1894 în Stavropol. În 1913, a terminat Gimnaziul de fete Olginskaya din Stavropol, apoi a lucrat ca profesoară de școală în satul Petrovskoe (acum orașul Svetlograd⁠(d)). După izbucnirea Primului Război Mondial, a început cursuri de asistentă în Stavropol. În ianuarie 1915 s-a înrolat ca soră medicală în Armata Rusă. A fost decorată cu Crucea Sfântului Gheorghe clasa a IV-a și două medalii Sfântul Gheorghe pentru salvarea soldaților răniți pe câmpul de luptă.

## Moartea
Pe 22 septembrie 1915, Rimma Ivanova a ajutat soldații răniți în bătălia de lângă satul Mokraia Dubrova (acum Pinsk, Regiunea Brest, Belarus). Atunci când ambii ofițeri ai companiei au fost uciși în luptă, ea a ridicat compania la atac și s-au repezit spre tranșeele inamice, cucerind poziția. Atacul a reușit, dar Ivanova a fost grav rănită și a murit.
Prin decretul lui Nicolae al II-lea al Rusiei, printr-o excepție, Rimma Ivanova a fost decorată post-mortem ca un ofițer cu Ordinul Sfântului Gheorghe, clasa a-IV-a.
Ea a fost înmormântată în Stavropol, lângă Biserica Sfântul Andrei, pe 24 septembrie 1915.

## Memoria
O stradă din Stavropol este numită după Rimma Ivanova. Monumente în memoria ei au fost ridicate în Stavropol și Mihailovsk.